# هاله قریشی

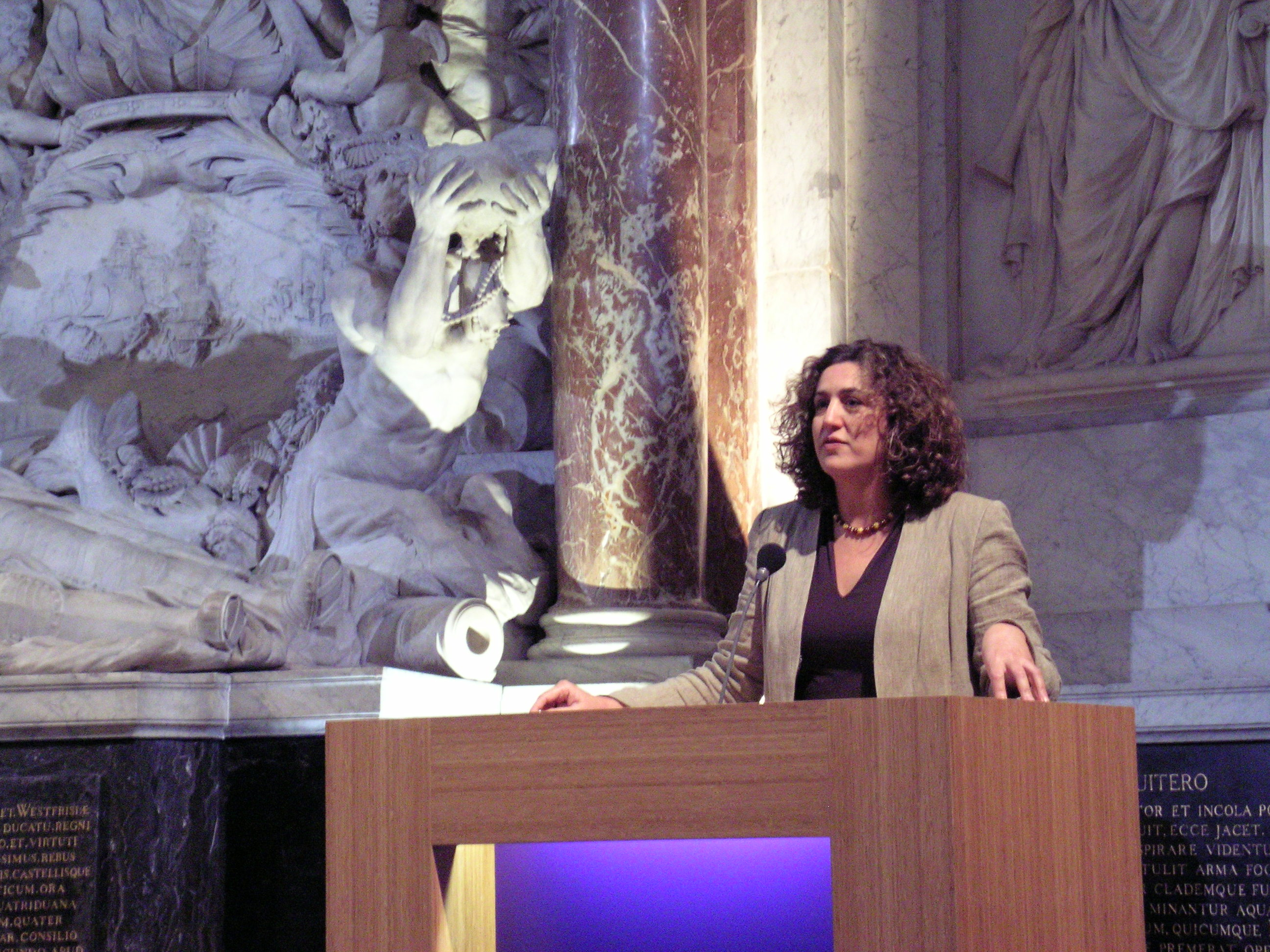
هاله قریشی در سال 2006 حین ارائه کنفراسی در آمستردام هلند

هاله قریشی (زادهٔ مرداد ۱۳۴۲، تهران) پروفسور ایرانی—هلندی متخصص در رشتهٔ انسان شناسی و استاد دانشگاه آزاد آمستردام است. او دارندهٔ کرسی مدیریت تنوع و گوناگونی و یکپارچه گی و مشارکت اجتماعی وابسته به کمیتهٔ هلندی مشارکت زنان گروه‌های اقلیت نژادی در گروه علوم تشکیلات و سازمان دهی در دانشگاه آزاد آمستردام است. او در سال ۲۰۰۸ برندهٔ «جایزهٔ پیروزی» شد؛ جایزه ای که دو سال یکبار به افرادی که گامی مؤثر در جهت نیرومند سازی زنان سیاه پوست، مهاجر و پناهنده برمی دارند، اهدا می‌شود. در سال ۲۰۱۰، مجله هلندی فمینیستی اُپ زَی (به هلندی: Opzij، «به کنار») او را در فهرست قدرتمندترین زن‌ها در کشور هلند قرار داد.

## آثار

### رسالهٔ دکترا
- 'راه‌هایی برای بقاء، نبردهایی برای بردن: برای زن‌های ایرانی تبعیدی در هلند و ایالات متحده آمریکا'، نشر به انگلیسی۱۳۸۱، (۲۰۰۱میلادی)

## جوایز
- «جایزه پیروزی»، ۱۳۸۹ (۲۰۰۸ میلادی)